# Jüdischer Friedhof (Betzdorf)

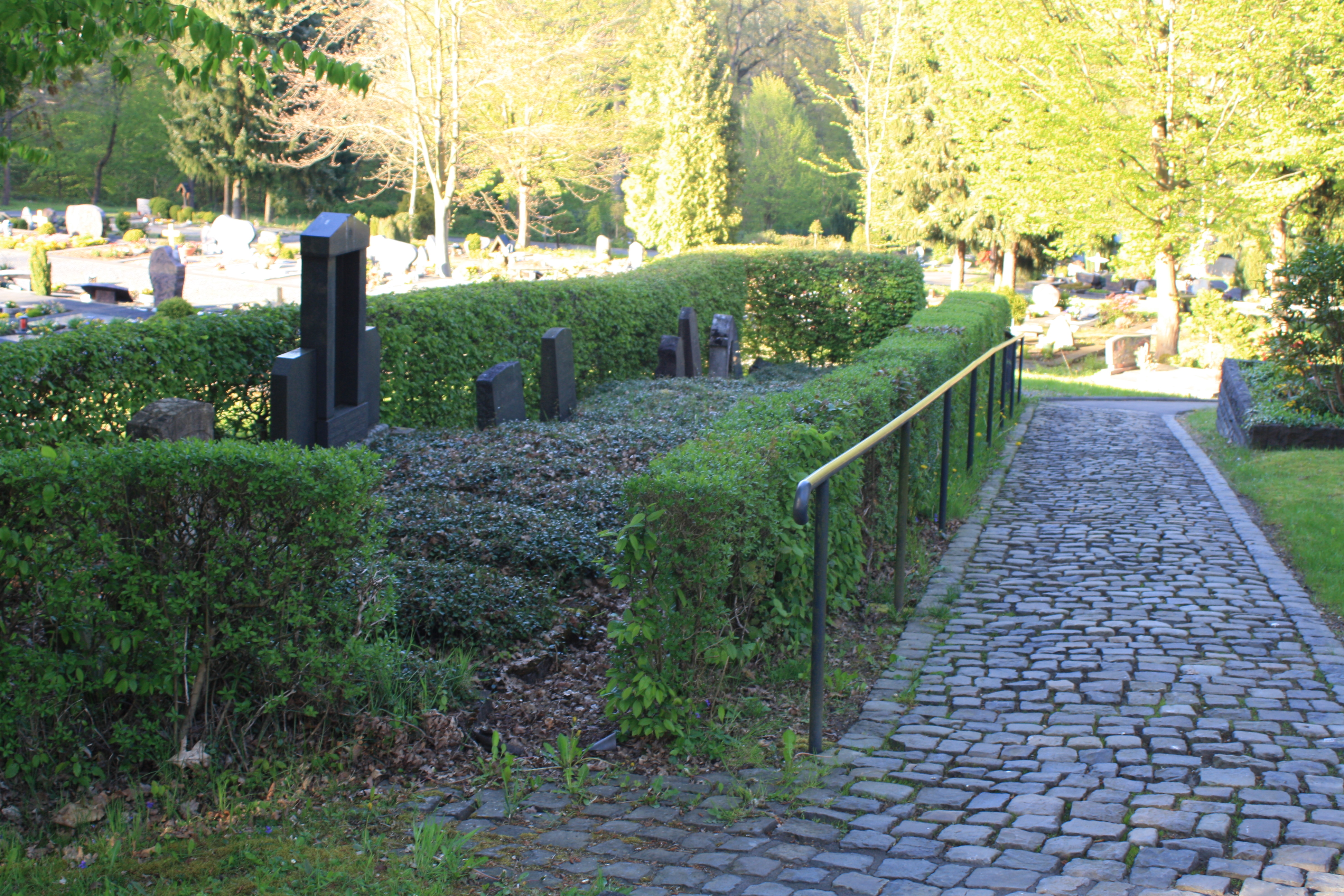
Jüdischer Friedhof in Betzdorf

Der Jüdische Friedhof in Betzdorf, einer Stadt im Landkreis Altenkirchen (Westerwald) in Rheinland-Pfalz, wurde Anfang der 1920er Jahre angelegt. Der jüdische Friedhof befindet sich innerhalb des kommunalen Friedhofes an der Eberhardystraße. Er ist ein geschütztes Kulturdenkmal.
Der Friedhof wurde von 1921 bis 1936 belegt, es sind 13 Grabsteine vorhanden.